# Elisabeth Kopp
Pour les articles homonymes, voir Kopp.
Elisabeth Kopp, née le 16 décembre 1936 à Zurich et morte le 7 avril 2023 à Zumikon, est une personnalité politique suisse, membre du Parti radical-démocratique. 
Elle est la première femme à accéder au Conseil fédéral en 1984, où elle prend la tête du département de justice et police. Après une intense campagne médiatique menée contre son mari puis contre elle, elle est poussée à la démission début 1989 pour l'avoir informé qu'une société pour laquelle il travaillait apparaissait dans une enquête.
Elle joue un rôle important dans l'évolution de la condition féminine en Suisse.

## Biographie

### Jeunesse et vie privée
Elisabeth Kopp naît Elisabeth Iklé le 16 décembre 1936 à Zurich, dans une famille d'industriels du textile originaire de Saint-Gall. Son père, Max Iklé, est directeur de l’Administration fédérale des finances de 1948 à 1956, puis membre du directoire de la Banque nationale suisse jusqu'en 1968 ; sa mère, née Beatrix Heberlein, tient le foyer familial. Son grand-père maternel, Georges Heberlein, est un entrepreneur textile et député radical au Conseil cantonal de Saint-Gall ; son grand-père paternel, Adolph Iklé, est un fabricant israélite de broderies mécaniques né à Hambourg. 
Elle grandit à Muri bei Bern avec ses deux sœurs. Après le gymnase à Berne, elle fait des études de droit à l'Université de Zurich. 
En 1956, elle fait un voyage[réf. souhaitée] en Hongrie, durant l'insurrection de Budapest. L'année suivante, elle effectue un service complémentaire féminin au sein de l'armée suisse. Elle adhère en 1957 à l’Union suisse des femmes radicales.
Elle épouse en 1960 l'avocat Hans W. Kopp, perdant du même coup son lieu d'origine de naissance pour acquérir ceux de son mari : Niederönz, dans le canton de Berne, Lucerne et Zumikon, dans le canton de Zurich. Le couple s'installe dans cette dernière commune. De leur union naît trois ans plus tard une fille, à laquelle Elisabeth Kopp se consacre entièrement jusqu'en 1970.

### Débuts en politique
Elle est élue en 1970 au Conseil communal (exécutif) de Zumikon et en devient la présidente en 1974. Elle est la première femme à diriger un exécutif communal dans le canton de Zurich.
Sa carrière politique nationale s'ouvre en 1979, quand elle est élue au Conseil national. Elle s’investit en particulier dans l'amélioration de la situation juridique et sociale des femmes et dans les questions environnementales.
Par ailleurs, elle est élue en 1984 vice-présidente du Parti radical-démocratique.

### Conseillère fédérale

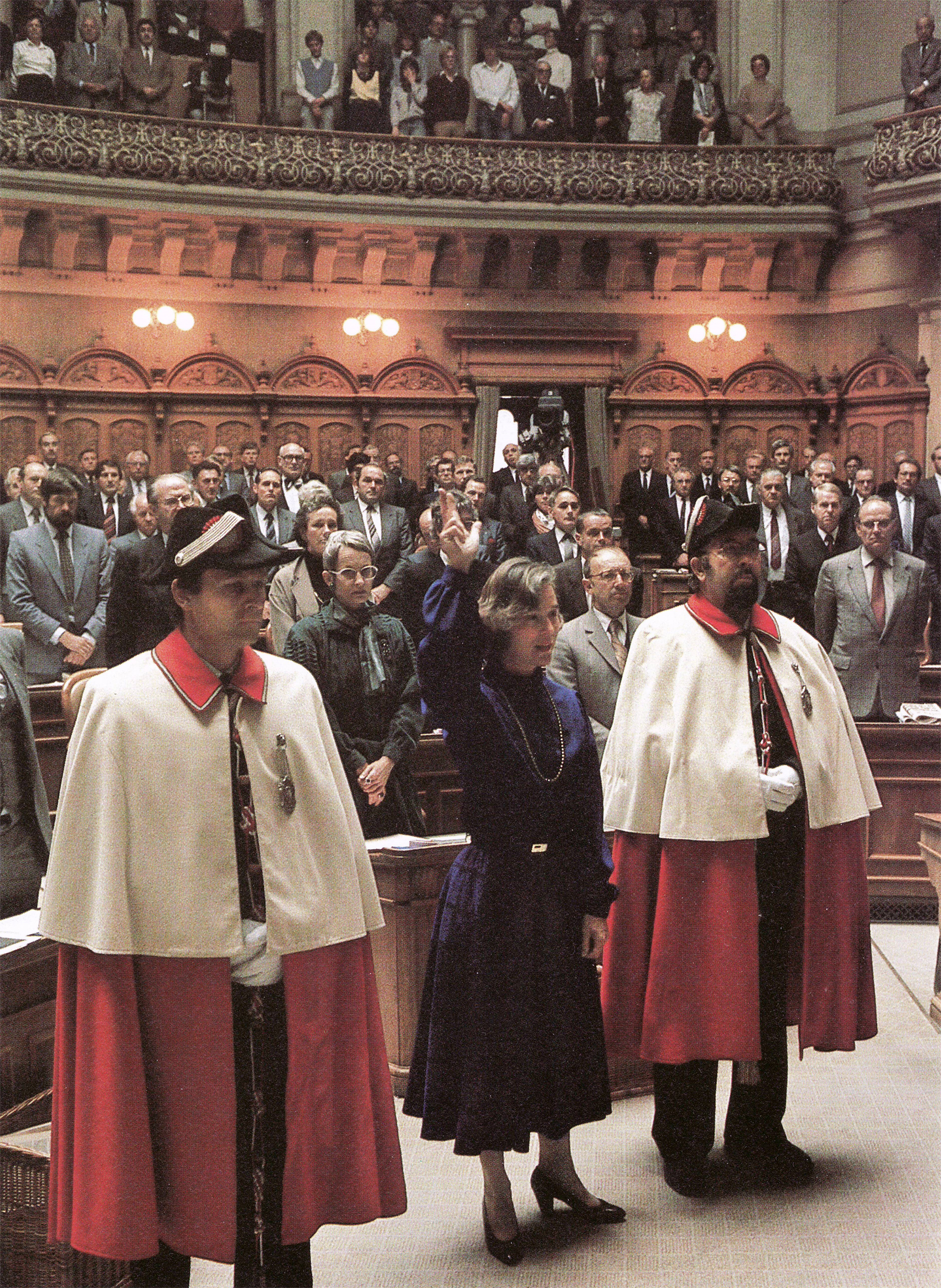
Elisabeth Kopp est élue au Conseil fédéral, le 2 octobre 1984.

En dépit d'une campagne de diffamation portée contre son mari, Elisabeth Kopp est élue au Conseil fédéral au premier tour le 2 octobre 1984 face à Bruno Hunziker (124 voix contre 95), alors président du PRD. Première femme à accéder à la fonction suprême du pays (94e membre du Conseil fédéral de l'histoire) après l'échec l'année précédente de la socialiste Lilian Uchtenhagen, elle succède au Zurichois Rudolf Friedrich.   
Élue, elle assure la direction du Département fédéral de justice et police. En 1987, dans un climat général défavorable à l'assouplissement du droit d'asile, après avoir créé l'année précédente un poste de délégué aux réfugiés, elle tente d'accélérer la mise en œuvre de ce droit, avant de se rallier à la majorité devant les oppositions et de proposer une loi jugée globalement plus sévère par les mouvements humanitaires et les partis de gauche,. Elle s'oppose avec succès à l'initiative populaire « pour la limitation de l'immigration », la sixième visant à lutter « contre la surpopulation étrangère », clairement rejetée par le peuple en 1988. Elle est par ailleurs brièvement reçue le 9 novembre 1987 par le président américain Ronald Reagan lors d'une visite officielle à Washington,,, alors que celui-ci ne recevait normalement que des chefs d'État,. 
Son action au Conseil fédéral a également des effets sur la condition féminine. Son engagement personnel pèse dans la balance lorsqu'il s'est agi, en 1985, de faire passer avec succès un nouveau droit matrimonial plus égalitaire, attaqué par un référendum mené par le conseiller national et futur conseiller fédéral Christoph Blocher. Elisabeth Kopp amorce également une révision de la législation, en vue de l'égalité des droits entre hommes et femmes mais reste timide sur les questions d'égalité salariale et de répression du viol conjugal. 
Elle introduit en outre des mesures contre le blanchiment d'argent, renforce la protection contre la résiliation dans le droit du bail et droit du travail, révise le droit des sociétés anonymes et impose des normes plus strictes en matière de gaz d'échappement pour les motocyclettes et les camions.
Son action laisse le souvenir d'une personne engagée, décidée, compétente et avisée.

### Affaire Kopp et démission
À partir de fin août 1988, Elisabeth Kopp fait l'objet d'une intense campagne de presse, tout d'abord au travers des actions de son mari. Le 26 août, le journal Der Schweizerische Beobachter accuse son époux, Hans W. Kopp, de fraude fiscale à hauteur de 2,5 millions de francs suisses en se fondant sur les déclarations de l’ancien conseiller fiscal de ce dernier. Hans W. Kopp se trouve alors à la tête du conseil d'administration de la Shakarchi Trading dont le président, Mohamed Shakarchi, venait d’être présenté dans un reportage de la télévision turque comme l’instigateur d’un trafic d’or entre la Suisse et la Turquie. Ces accusations sont reprises pendant plusieurs semaines par d'autres journaux et répétées dans des articles, rapports et courriers des lecteurs. Début septembre, le quotidien 24 heures l'associe à tort à un trafic d'or. Le 21 octobre, Hans W. Kopp menace de démissionner si les rumeurs concernant la société persistent, et démissionne le 27 octobre 1988 du conseil d'administration de la Shakarchi Trading.
Début novembre, le Tages-Anzeiger révèle que neuf personnes ont été arrêtées par les autorités zurichoises et tessinoises dans le cadre d’une enquête sur la plus grosse affaire de blanchiment d’argent de la drogue qu’ait connue la Suisse jusqu’à présent (1,5 milliard de francs) ; la Shakarchi Trading est soupçonnée d’être mêlée à ce que la presse nomme la « Liban connection ». Durant le mois de novembre, Elisabeth Kopp réaffirme que sa fonction ne présente pas de conflit d’intérêt avec l’enquête dont fait l’objet la société auparavant gérée par son époux. Dans un climat tendu, le 7 décembre 1988, elle est élue à la vice-présidence du Conseil fédéral selon le principe de roulement traditionnel, malgré les réticences des socialistes et des écologistes. Le 9 décembre 1988, à la suite de révélations parues dans Le Matin indiquant que le Ministère public de la Confédération enquêtait sur une fuite ayant permis à Elisabeth Kopp de prévenir son mari que la Sakarchi Trading était visée par l’enquête sur la Liban Connection, celle-ci réunit le Conseil fédéral pour l’informer qu’elle a effectivement prévenu son mari, le 27 octobre 1988. Elle affirme avoir été prévenue de manière officieuse par une source interne de son département et avoir alors téléphoné à son époux pour lui conseiller de démissionner immédiatement. Hans W. Kopp a jusqu’alors toujours démenti que sa démission ait été liée à des soupçons de blanchiment d’argent sale.
Elisabeth Kopp annonce sa démission le 12 décembre 1988 pour la fin février 1989, les articles de presse quasi quotidiens qui la visent directement rendant la situation intenable. Ses collègues du Conseil fédéral lui avaient refusé leur soutien et la direction du PRD lui avait retiré sa confiance. Elle démissionne finalement avec effet immédiat le 12 janvier 1989, après que le procureur chargé par le Conseil fédéral d'enquêter sur les événements, constatant qu’elle avait ordonné à sa collaboratrice personnelle d'informer Hans W. Kopp, a demandé au Parlement de lever son immunité afin d'ouvrir une procédure pénale. 
En novembre de la même année, la commission d'enquête parlementaire présidée par le futur conseiller fédéral socialiste Moritz Leuenberger rend son rapport. Des multiples accusations portées contre elle et son mari, il n'en reste qu'une. La CEP conclut que la conseillère fédérale « doit assumer la responsabilité politique et juridique des fautes qu'elle a commises et qui l'ont amenée à démissionner »,. Elisabeth Kopp refuse pour sa part d'admettre autre chose qu'une maladresse dont elle a tiré toutes les conséquences[réf. souhaitée] puisqu'elle a démissionné. En 1990, faute de preuve, le Tribunal fédéral la libère de l'accusation de violation du secret de fonction.
La question de son statut de femme dans le manque de soutien ayant conduit à sa démission n'est pas définitivement tranchée. L'accumulation de charges portées contre elle est vue selon les observateurs tantôt comme une chasse aux sorcières,, tantôt « comme le symptôme d'une crise politique plus profonde », mais dans tous les cas comme une « dérive vers l'affect de la démocratie dans l'histoire moderne suisse ».  
Kaspar Villiger lui succède au Conseil fédéral.

### Suite de carrière
Elle embrasse alors une carrière de juriste, et rédige dans le même temps ses mémoires, sous le titre Lettres, parues en 1991.
Elle effectue un retour sur la  scène politique au début des années 2000. Elle milite en 2002 pour l'adhésion de la Suisse à l’Organisation des Nations Unies (ONU) et en 2004 pour l'introduction d'une assurance maternité.

### Mort et hommages
Elle meurt le 7 avril 2023 des suites d'une longue maladie à Zumikon,.
De nombreuses personnalités politiques suisses rendent hommage à Elisabeth Kopp. Le président de la Confédération Alain Berset écrit que Kopp « a joué un rôle clé dans la modernisation du droit civil, marquant un jalon important pour l’égalité ». La conseillère fédérale Élisabeth Baume-Schneider parle d'elle comme une « pionnière pour les femmes en politique ».
Son engagement en faveur de l'égalité hommes-femmes est aussi salué par différentes personnalité politiques.

## Publications
- La femme dans la société actuelle, Revue politique, 64e année, 2/1985, p 61-65
- Lettres, Benteli, 1991 (ISBN 3-7165-0831-4)

## Hommage

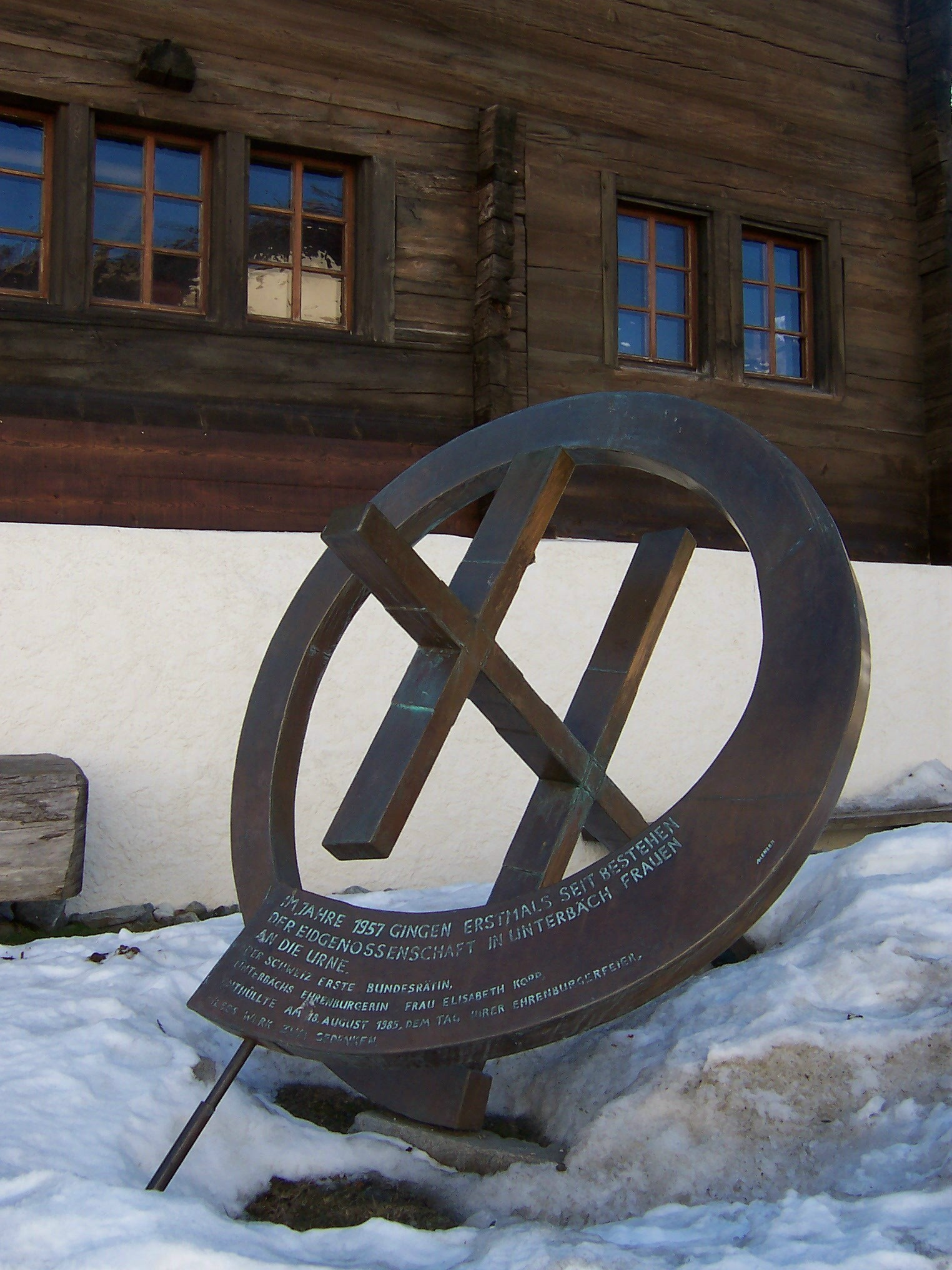
Monument célébrant le droit de vote des femmes et Elisabeth Kopp à Unterbäch.

Unterbäch, la première commune de Suisse à accorder le droit de vote aux femmes, nomme Elisabeth Kopp « citoyenne d'honneur » après son élection au Conseil fédéral en 1984,.

## Dans la culture
Le film de Mark M. Rissi Der Gatte (Le mari ; 1990) est inspiré de l'affaire Kopp et a pour thèmes le pouvoir, la corruption, le trafic de drogue et le blanchiment d’argent sale. Elisabeth Kopp est le sujet du documentaire Voyage d'hiver (Winterreise), réalisé par Andres Brütsch et présenté à Locarno en août 2006. Le film retrace la jeunesse puis la carrière politique d'Elisabeth Kopp, avec le Winterreise de Franz Schubert pour bande-son,. Participant au film, elle a déclaré que cela lui avait « coûté […] de revenir sur ces dernières 17 années ».
L'histoire d'Elisabeth Kopp est également l'objet de plusieurs livres, tels que Kopp, Madame et Monsieur (1990) de la journaliste Catherine Duttweiler, Elisabeth Kopp au Tribunal fédéral (1990) de Fred Oberson et Jean-Claude Petit et L’État de droit dans la pénombre (1991) de Jeanne Hersch.

#### Livres
- Urs Altermatt, Le Conseil fédéral : Dictionnaire biographique des cent premiers conseillers fédéraux, Yens-sur-Morges, Cabédita, 1993, 672 p. [détail des éditions] (présentation en ligne), p. 595-600.
- Jeanne Hersch (dir.), La Suisse, État de droit ? : Le retrait d'Elisabeth Kopp, L'Âge d'Homme, 1991, 199 p. (ISBN 978-2-8251-0186-5).
- Margaret Studer, Elisabeth Kopp, notre futur Président, Sélection du Reader’s Digest, septembre 1987.

#### Articles
- Jeanne Hersch, « L'affaire Kopp ou l'introuvable vérité », Commentaire, no 54,‎ février 1991, p. 337-342 (lire en ligne, consulté le 14 août 2022).
- « Elisabeth Kopp, héroïne tragique », Le Temps,‎ 26 janvier 2007 (ISSN 1423-3967, lire en ligne , consulté le 15 avril 2023).